# Backus (Minnesota)
Backus és una població dels Estats Units a l'estat de Minnesota. Segons el cens del 2000 tenia 311 habitants.

## Demografia
Segons el cens del 2000, Backus tenia 311 habitants, 123 habitatges, i 83 famílies. La densitat de població era de 200,1 habitants per km².
Dels 123 habitatges en un 34,1% hi vivien nens de menys de 18 anys, en un 43,9% hi vivien parelles casades, en un 17,1% dones solteres, i en un 32,5% no eren unitats familiars. En el 29,3% dels habitatges hi vivien persones soles el 14,6% de les quals corresponia a persones de 65 anys o més que vivien soles. El nombre mitjà de persones vivint en cada habitatge era de 2,53 i el nombre mitjà de persones que vivien en cada família era de 3,12.
Per edats la població es repartia de la següent manera: un 30,2% tenia menys de 18 anys, un 9% entre 18 i 24, un 25,7% entre 25 i 44, un 15,8% de 45 a 60 i un 19,3% 65 anys o més.
L'edat mediana era de 37 anys. Per cada 100 dones de 18 o més anys hi havia 99,1 homes.
La renda mediana per habitatge era de 26.875 $ i la renda mediana per família de 32.500 $. Els homes tenien una renda mediana de 26.563 $ mentre que les dones 13.438 $. La renda per capita de la població era de 12.077 $. Entorn del 16,3% de les famílies i el 23% de la població estaven per davall del llindar de pobresa.

## Poblacions més properes
El següent diagrama mostra les poblacions més properes.